# Venkatagiri
Venkatagiri es una ciudad y  municipio situada en el distrito de Sri Potti Sriramulu Nellore en el estado de Andhra Pradesh (India). Su población es de 52688 habitantes (2011). Se encuentra a 75 km de Nellore y a 140 km de Chennai.

## Demografía
Según el censo de 2011 la población de Venkatagiri era de 52688 habitantes, de los cuales 26132 eran hombres y 26556 eran mujeres. Venkatagiri tiene una tasa media de alfabetización del 76,53%, superior a la media estatal del 67,02%.